# Fabian Hinrichs
Fabian Hinrichs (né en 1974 à Hambourg) est un acteur allemand membre de l'Académie allemande du cinéma et de l'Académie européenne du cinéma. Comme acteur, il est connu pour ses rôles de Hans Scholl dans Sophie Scholl : Les Derniers Jours (nommé pour l'Oscar du meilleur film en langue étrangère en 2005) et du commissaire Felix Voss dans la série TV Tatort.

## Biographie

### Enfance et formation
Fabian Hinrichs est le fils d'un policier et d'une secrétaire. Son grand-père et son frère sont également policiers,. Après avoir obtenu son diplôme d'études secondaires, il commence des études de droit, qu'il interrompt rapidement pour étudier à l'école de théâtre la Westfälischen Schauspielschule Bochum (de) de Bochum de 1997 à 2001,. À partir de 2010, Hinrichs étudie la politique à l'Université libre de Berlin. Il étudie ensuite l'histoire et la philosophie à la Fernuniversität Hagen (de).

### Théâtre
Après sa formation d'acteur, Hinrichs intègre la troupe du Volksbühne Berlin de 2000 à 2005. Dans ce théâtre, il joue dans les pièces Paul et Paula, Endstation Amerika, Forever Young et Atta, Atta.
Lors de la saison 2005/2006, il joue un rôle principal dans Iphigénie en Tauride au Kammerspiele de Munich. Au cours de la saison théâtrale 2007/2008, il apparaît dans le «projet Biologie de la peur» de Schorsch Kamerun au Schauspielhaus de Zurich. Dans le cadre du Festival de Vienne 2009, il joue dans une autre pièce de Schorsch Kamerun intitulée Bei aller Vorsicht den Profi aus Deutschland. Lors de la saison 2010/2011, il revient sur scène au Kammerspiele de Munich dans la pièce XY Beat de René Pollesch. 
En 2010, Hinrichs est le protagoniste unique de la pièce Ich schau dir in die Augen, gesellschaftlicher Verblendungszusammenhang! de René Pollesch à la Volksbühne de Berlin. Pour cela, il a reçu le prix d'acteur de l'année dans l'enquête critique du magazine Theater heute,. En octobre de la même année, il joue le personnage de Mathias Rust, rôle principal de la pièce Rust – Ein deutscher Messias mise en scène par le Studio Braun (de) au Deutsches Schauspielhaus de Hambourg.
À partir de janvier 2012, il joue le narrateur à la première personne dans la pièce Kill your darlings! Streets of Berladelphia de René Pollesch, avec lequel il est invité au Theatertreffen de Berlin en 2012 et remporte le prix Prix Alfred Kerr des acteurs (de).
En 2019, avec René Pollesch, il met en scène la pièce co-développée Glauben an die Möglichkeit der völligen Erneuerung der Welt pour lequel il est élu acteur de l'année pour la deuxième fois en 2020 par des critiques d'Allemagne, d'Autriche et de Suisse dans le magazine Theater heute.

### Cinéma et télévision

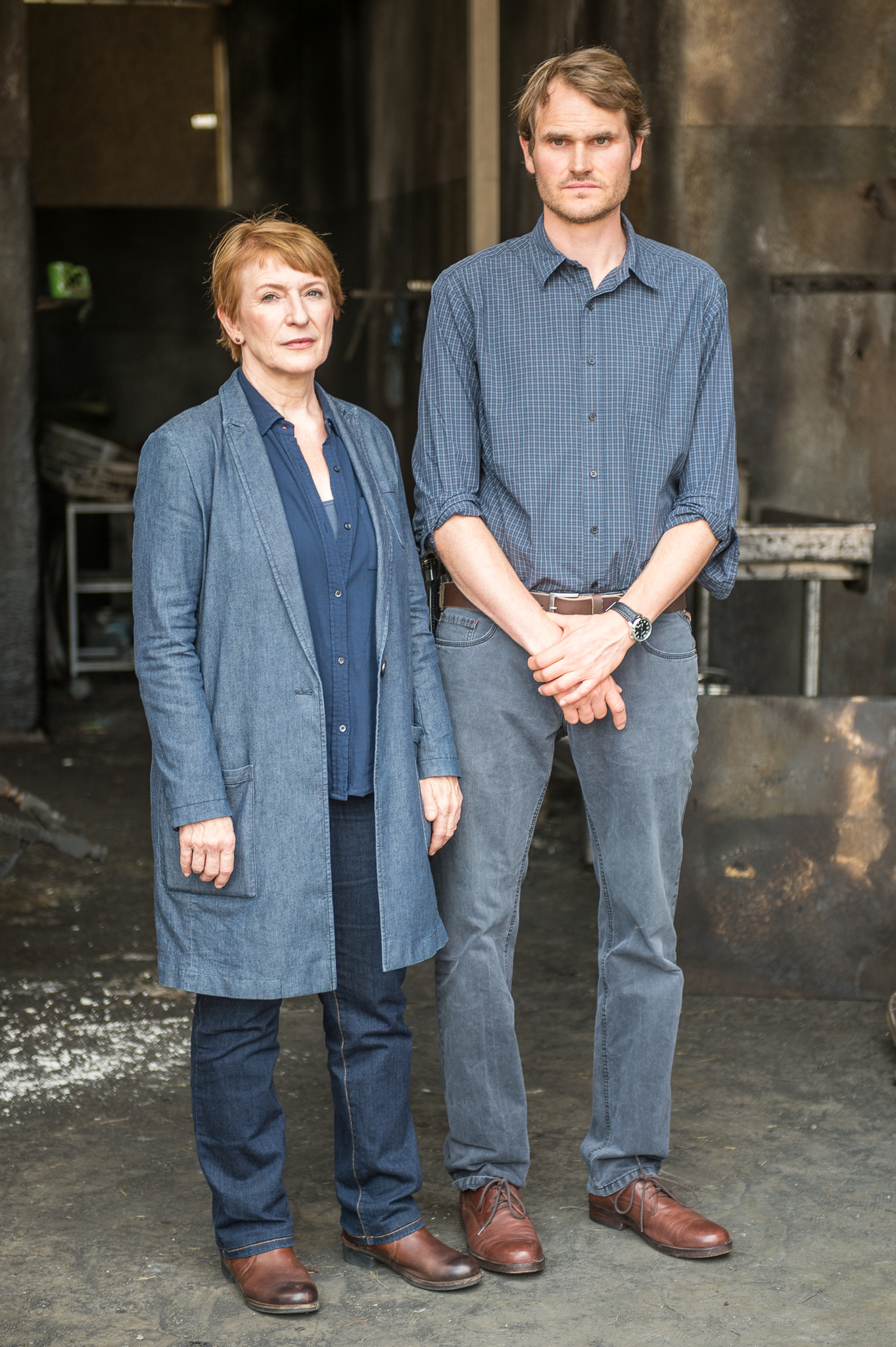
Fabian Hinrichs et Dagmar Manzel filmant une scène de Tatort en 2016.

Hinrichs a fait ses débuts au cinéma dans la comédie surréaliste noire Le Coup de feu, tournée en 2003 et sortie en 2004, dans le rôle principal de Lukas Eiserbeck, un fonctionnaire insoumis. En 2005, l'un de ses rôles les plus connus est celui du résistant Hans Scholl dans le long métrage nommé aux Oscars Sophie Scholl - Les derniers jours et il joue aussi le rôle d'Alexander Halberstadt, frère de la mariée, dans la production cinématographique germano-belge Lune de guerre (de). En 2006, il apparaît dans le film Neandertal aux côtés de Jacob Matschenz dans un rôle de soutien en tant que Richard. Il joue le rôle de Daniel dans le drame de 2007 Früher oder später réalisé par Ulrike von Ribbeck.
Dans Liebe und andere Gefahren, diffusé sur ZDF TV comme film de la semaine le 16 mars 2009, Hinrichs a joué l'un des policiers, Henning Linker. Un autre film de la ZDF avec Fabian Hinrichs est Das Beste kommt erst (de) de Rainer Kaufmann.
Dans le long métrage Baston pour le ballon rond (de), sorti fin 2009, Hinrichs incarne le fan de football Florian, qui avec ses cinq amis cherche un chemin dans la vie entre l'amour pour le club de football Eintracht Brunswick, la violence et l'amitié. Pour le film Force d'attraction, Hinrichs se glisse dans le rôle du banquier Frederick Feinermann, qui s'est fourvoyé après le suicide d'un de ses clients et a désormais vécu tout ce qu'il avait refoulé les années précédentes. Au festival du film Max Ophüls 2010, Hinrichs reçoit un prix spécial d'interprétation, qui n'a été décerné qu'exceptionnellement.
Fin 2012, la représentation par Hinrichs de l'ennuyeux assistant Gisbert Engelhardt dans l'épisode de la série Tatort The Deep Sleep a reçu beaucoup d'attention. Depuis avril 2015, Hinrichs peut être vu aux côtés de Dagmar Manzel dans la nouvelle deuxième équipe de Tatort de la radio bavaroise de Nuremberg, qui enquête sur toute la Franconie, en tant qu'inspecteur en chef Felix Voss.
En 2017, il endosse le rôle de l'humaniste, théologien, réformateur et historien allemand Georg Spalatin dans le film historique en deux parties Zwischen Himmel und Hölle.
En 2022, il joue le rôle principal du commissaire Peter Simon dans la série de l'ARD ZERV – Zeit der Abrechnung.
Hinrichs est membre de l'Académie allemande du cinéma et de l'Académie européenne du cinéma.

### Politique
Fabian Hinrichs vit à Potsdam. Avant les élections de Berlin en 2021, une centaine de travailleurs culturels et lui ont signé un appel pour soutenir Klaus Lederer (de), candidat au poste de maire-gouverneur de Berlin pour le parti Die Linke.

### Vie privée
Fabian Hinrichs est un acteur de grande taille ((1,90 m), il pratique l'aviron, l'escrime, l'acrobatie et le basket. Il est capable de parler anglais, français, russe et divers dialectes. Il joue aussi de la guitare, des percussions et de la batterie.

## Filmographie

### Cinéma
- 2003 : Gun-Shy (ou Le coup de feu) : Lukas Eiserbeck
- 2005 : Sophie Scholl : Les Derniers Jours : Hans Scholl
- 2005 : Lune de guerre (de) : Alexander Halberstadt
- 2006 : Neandertal : Richard
- 2007 : Tôt ou tard (de) : Daniel
- 2009 : Force d'attraction : Frederik Feinermann
- 2009 : Baston pour le ballon rond
- 2010 : Hochzeitspolka : Jonas
- 2014 : Töchter : Thomas
- 2014 : Stereo : Arzt
- 2014 : Alles inklusive (de) : Dr Fellborn
- 2015 : Becks letzter Sommer : Holger Gersch
- 2018 : Nucléaire, non merci : Karlheinz Billinger
- 2020 : La mémoire de l’amour : Philipp
- 2022 : Wir sind dann wohl die Angehörigen (de) : Rainer Osthoff

### Téléfilms
- 2008 : Das Beste kommt erst : Tom Maillinger
- 2009 : Liebe und andere Gefahren
- 2009 : Dutschke (de) : Peter Schneider
- 2012 : In den besten Familien
- 2013 : Beste Bescherung (de) : Tom Maillinger
- 2015 : Der Fall Barschel : Olaf Nissen
- 2015 : Unterm Radar : Richard König
- 2017 : Die Firma dankt (de) : John
- 2017 : Zwischen Himmel und Hölle : Georg Spalatin
- 2019 : Klassentreffen : Sven
- 2019 : Ich brauche euch : Alexander
- 2019 : Preis der Freiheit : Enno Hartmann
- 2020 : Irgendwann ist auch mal gut : Karsten Heller
- 2022 : ZERV – Zeit der Abrechnung : Peter Simon
- 2022 : Meine Tochter, Kreta und ich : Volker

### Séries télévisées
- 2004 : Großstadtrevier : épisode Alte Liebe
- 2006 : Bella Block: Blackout
- 2006 : Berlin section criminelle (épisode Am Abgrund)
- 2007 : Bloch: Der Kinderfreund
- 2007 : Der Dicke (épisodeWahlverwandtschaften)
- 2008 : Einsatz in Hamburg – Ein sauberer Mord
- 2009 : Tatort: Borowski und die heile Welt
- 2009 : Tatort: Mit ruhiger Hand
- 2010 : Countdown (épisode 3 saison 1 Les anciens élèves)
- 2010 : Brigade du crime (Saison 10 épisode Fehler im System)
- 2010 : Die Draufgänger (épisode Mein Land)
- 2012 : SOKO Stuttgart (épisode Herbstzeitlose)
- 2012 : Flemming (épisodeGruppenspiele)
- 2012 : Tatort: Der tiefe Schlaf
- 2013 : Polizeiruf 110: Wolfsland
- depuis 2015 : Tatort : commisssaire Felix Voss 
  - 2015 : Tatort : Der Himmel ist ein Platz auf Erden
  - 2016 : Tatort : Das Recht, sich zu sorgen
  - 2017 : Tatort : Am Ende geht man nackt
  - 2018 : Tatort : Ich töte niemand
  - 2019 : Tatort : Ein Tag wie jeder andere
  - 2020 : Tatort : Die Nacht gehört dir
  - 2021 : Tatort : Wo ist Mike?
  - 2022 : Tatort : Warum
- 2019 : 8 Jours (8 épisodes)
- 2019 : Schwartz & Schwartz : Der Tod im Haus

### Dramatiques et documentaires radio
- 2005 : Eisstadt de Schorsch Kamerun – Régisseur : Schorsch Kamerun (WDR)
- 2006 : Ein Menschenbild, das in seiner Summe Null ergibt de Schorsch Kamerun – Régisseur : Schorsch Kamerun (WDR)
- 2008 : Du liebst mich, Du liebst mich nicht de Jonathan Lethem – Régisseur : Beate Andres (NDR)
- 2008 : Die Unmöglichen de Paul Plamper et Julian Kamphausen – Régisseurs : Paul Plamper, Julian Kamphausen (WDR/SWR)
- 2008 : RUHE 1 de Paul Plamper – Régisseur: Paul Plamper (WDR/Museum Ludwig)
- 2010 : Tacet (Ruhe 2) de Paul Plamper – Régisseur : Paul Plamper (WDR/DLF)
- 2011 : Das akustische Kleist Denkmal de Paul Plamper – Régisseur : Paul Plamper (Hörspiel-Parcours – Kulturstiftung des Bundes (de)/Théâtre Maxime-Gorki)
- 2013 : Die Griechenlandfahrer de Manuel Gogos - Régisseur : Axel Pleuser (WDR)
- 2013 : Vom Nachteil, geboren zu sein de Emil Cioran – Régisseur : Kai Grehn (SWR)
- 2014 : Wolfsmutter de Maraike Wittbrodt – Régisseur : Wolfgang Rindfleisch (DKultur)
- 2017 : Dienstbare Geister de Paul Plamper – Régisseur : Paul Plamper (WDR/BR/MDR/DLF Kultur/Ruhrtriennale/Théâtre Maxime-Gorki)
- 2017 : Viel gut essen de Sibylle Berg – Régisseur : Stefan Kanis (MDR/WDR 2017)
- 2018 : Erlösung. Ein Making-of de Claudia Weber – Régisseur : Claudia Weber (SWR)
- 2021 : Golgatha de Robert Weber – Régie : Annette Kurth (WDR)

## Récompenses et nominations

### Récompenses au théâtre
- Prix Schauspieler des Jahres (de) décerné par Theater heute (2010) : élu «acteur de l'année» pour son rôle dans la pièce Ich schau dir in die Augen, gesellschaftlicher Verblendungszusammenhang!
- Prix Alfred Kerr des acteurs (2012) pour son rôle dans Kill your darlings! Streets of Berladelphia
- Prix Ulrich-Wildgruber-Preis (2014)
- Prix Schauspieler des Jahres décerné par Theater heute (2020) : élu «acteur de l'année» pour son rôle dans Glauben an die Möglichkeit der völligen Erneuerung der Welt

### Récompenses au cinéma
- Prix New Faces Award (de) (2005) décerné par le magazine Bunte : pour son rôle dans Sophie Scholl : Les Derniers Jours.
- Prix spécial au festival du film Max Ophüls (2010) pour son rôle dans Schwerkraft

### Nomination cinéma
- 2010 : Nommé pour le Prix du cinéma allemand (Deutscher Filmpreis 2010) dans la catégorie "Meilleure performance - Premier rôle masculin" pour Schwerkraft

### Nomination à la télévision
- 2009 : Nomination au Prix de la télévision allemande (de) dans la catégorie "Meilleur acteur - Second rôle" pour Tatort : Borowski et le monde idéal
- 2013 : Académie allemande de télévision (de), nommé "Meilleur acteur dans un rôle principal" pour Der tiefe Schlaf
- 2014 : Nommé pour le prix des acteurs allemands, «Meilleur acteur dans un second rôle» pour Tatort – Der tiefe Schlaf
- 2016 : Nomination au Bayerischen Fernsehpreis (Prix bavarois de la Télévision) en tant que «Meilleur acteur» dans les catégories «Téléfilms/Séries et Feuilletons» pour Der Himmel ist ein Platz auf Erden, Unterm Radar et Der Fall Barschel